# سد فخران
سد فخران مربوط به دورهٔ اسلامی است و در شهرستان زیرکوه، دو کیلومتری شمال‌شرقی روستای فخران واقع شده و این اثر در تاریخ ۲۴ اسفند ۱۳۸۴ با شمارهٔ ثبت ۱۵۲۸۹ به‌عنوان یکی از آثار ملی ایران به ثبت رسیده است.